# 横河パイオニックス
横河パイオニックス株式会社（英語: Yokogawa Pionics Co.,Ltd.）は、東京都武蔵野市に本社を置く、不動産事業やサッカースクールの運営事業などを行う企業である。

## 概要
1973年に横河電機の100%出資子会社として設立。横河電機グループの福利厚生（寮・社宅の管理他）を手掛けていたが、1989年にスポーツクラブ横河ワールドプラザ株式会社と合併してスポーツクラブ事業を、1997年に株式会社ツーリストプラザ・ヨコガワと合併して旅行業が事業に加わった。
その後、2001年までに横河電機グループ向けの不動産業およびサッカースクール等に事業を集中している。

## サッカー事業
横河電機サッカー部（現：横河武蔵野FC）のサッカースクール事業として1985年にスタートし、1986年にジュニア、1991年にジュニアユースおよびユースの各連盟に加盟し、2003年に「横河武蔵野FC」となった後も同クラブの普及・育成を手掛けていた。
ユースはJリーグユース選手権大会へ度々出場しているほか、2012年には日本クラブユースサッカー選手権 (U-18)大会でベスト16の成績を残した。ジュニアユースは2011年に全国大会に出場した。
ジュニアは2011年に全日本少年サッカー大会で3位に入賞、2013年にはダノンネーションズカップ in JAPANで優勝して、2014年にダノンネーションズカップで優勝した。
2016年2月1日から普及育成部門の内のユースおよびジュニアユースを特定非営利活動法人武蔵野スポーツクラブ（東京武蔵野シティFCの運営法人）へ統合した。
さらに、2020年夏に東京武蔵野シティFC側が将来のJリーグ加盟を見送り、Jリーグ百年構想クラブの資格を返上した際、「地域に根差し、社会貢献するサッカークラブという原点に立ち返ること」から、2022年開幕までに一般社団法人横河武蔵野スポーツクラブに移管し、すでに移管していた横河武蔵野サッカースクール、横河武蔵野FCジュニア（U-12）に加え、東京武蔵野シティFCのU-15、U-18のユース世代のチーム運営も継承した。なお社会人トップチームはこの後2021年に東京ユナイテッドFCと合弁でJリーグ参加を目指し、東京武蔵野ユナイテッドFC となるが、方向性の違いから横河側から再度Jリーグ加盟を見送る意向を示したため合弁を解消、2024年から社会人トップチームの運営も横河武蔵野スポーツクラブが担うことになった。
なお、出身者は横河武蔵野FCの選手一覧#下部組織出身者を参照。